# 694. grenadirski polk (Wehrmacht)
694. grenadirski polk (izvirno nemško 694. Grenadier-Regiment; kratica 694. GR) je bil pehotni polk Heera v času druge svetovne vojne.

## Zgodovina
Polk je bil ustanovljen 15. oktobra 1942 in dodeljen 340. pehotni diviziji. Razpuščen je bil 2. novembra 1943.
Ponovno je bil ustanovljen 19. februarja 1944; uničen je bil junija in razpuščen 15. avgusta 1944.
Tretjič je bil ustanovljen 15. septembra 1944.